# Шемахов, Василий Васильевич
Василий Васильевич Шемахов (1938—2017) — машинист локомотивного депо Брянск-2, Герой Социалистического Труда (1985).

## Биография
Родился в 1938 году в деревне Скоробогатая Слобода Новозыбковского района Брянской области.
Сын железнодорожника. Окончил с красным дипломом железнодорожное училище (1957), работал помощником машиниста в локомотивном депо Брянск-2.
После службы в армии выучился на машиниста тепловоза и электровоза. Снова работал в локомотивном депо Брянск-2. Заочно окончил ж/д техникум.
План 9-й пятилетки выполнил за три года и семь месяцев.
С 1993 г. на пенсии.
Избирался депутатом Верховного Совета РСФСР и Брянского облсовета.
Умер 4 июня 2017 г. после тяжёлой продолжительной болезни.

## Награды
- Медаль «Серп и Молот»;
- Два ордена Ленина;
- Орден Трудового Красного Знамени;
- Медали;
- Заслуженный работник транспорта РСФСР;
- Почётный железнодорожник.